# Sant Climent de Llobregat
Sant Climent de Llobregat est une commune espagnole de la province de Barcelone, en Catalogne, de la comarque de Baix Llobregat.

## Géographie
Commune située dans l'aire métropolitaine de Barcelone.